# Xabi Irureta
Xabier Iruretagoiena Arantzamendi (Ondarroa, 21 maart 1986) — beter bekend als Xabi Irureta — is een Spaans voormalig voetballer die speelde als doelman. Tussen 2009 en 2023 was hij actief voor Eibar, Real Zaragoza, Delhi Dynamos, Cultural Leonesa, San Sebastian, Villarrubia, Racing Murcia en La Unión Atlético.

## Clubcarrière
Irureta speelde in de jeugd van Real Unión, waarvoor hij ook in het eerste elftal speelde. Via de amateurs van Aurrerá Ondarroa kwam de doelman in 2007 terecht bij Eibar. Zijn debuut maakte hij op 30 mei 2009, toen met 3–0 werd verloren op bezoek bij Xerez. Aan het einde van het seizoen 2008/09 degradeerde de club naar de Segunda División B. Later die zomer zou de doelman definitief overgeheveld worden naar het eerste elftal van Eibar. Na vier jaar op het derde niveau, waarin Irureta zich had ontwikkeld tot basisspeler, promoveerde de club weer naar de Segunda División A. Op dat niveau presteerde Eibar goed en het promoveerde een jaar later naar de Primera División. In februari 2014 had Irureta een nieuw contract getekend, tot medio 2016. In het seizoen 2015/16 verloor de Spanjaard zijn basisplaats op doel aan Asier Riesgo, die de club had versterkt in de zomer van 2015.
Na het aflopen van zijn contract verkaste Irureta naar Real Zaragoza, waar hij zijn handtekening zette onder een verbintenis voor de duur van twee seizoenen. Na anderhalf jaar en zeventien optredens, allemaal in zijn eerste seizoen, verkaste de doelman naar Delhi Dynamos. Een halfjaar later keerde Irureta terug naar Spanje om te gaan spelen voor Cultural Leonesa. Al een maand na zijn komst werd hij verhuurd aan San Sebastián. Na het seizoen 2018/19 nam deze club de doelman ook op definitieve basis over. Na periodes bij Villarrubia en Racing Murcia streek de doelman medio 2022 neer bij La Unión Atlético. Na een jaar hier te hebben gespeeld besloot Irureta in juli 2023 op zevenendertigjarige leeftijd een punt te zetten achter zijn actieve loopbaan.

## Clubstatistieken
| Seizoen | Club              | Competitie          | Competitie | Competitie | Beker | Beker | Internationaal | Internationaal | Totaal | Totaal |
| Seizoen | Club              | Competitie          | Wed.       | Dlp.       | Wed.  | Dlp.  | Wed.           | Dlp.           | Wed.   | Dlp.   |
| ------- | ----------------- | ------------------- | ---------- | ---------- | ----- | ----- | -------------- | -------------- | ------ | ------ |
| 2008/09 | Eibar             | Segunda División A  | 3          | 0          | 0     | 0     | —              | —              | 3      | 0      |
| 2009/10 | Eibar             | Segunda División B  | 26         | 0          | 1     | 0     | —              | —              | 27     | 0      |
| 2010/11 | Eibar             | Segunda División B  | 36         | 0          | 1     | 0     | —              | —              | 37     | 0      |
| 2011/12 | Eibar             | Segunda División B  | 35         | 0          | 0     | 0     | —              | —              | 35     | 0      |
| 2012/13 | Eibar             | Segunda División B  | 41         | 0          | 6     | 0     | —              | —              | 47     | 0      |
| 2013/14 | Eibar             | Segunda División A  | 39         | 0          | 0     | 0     | —              | —              | 39     | 0      |
| 2014/15 | Eibar             | Primera División    | 33         | 0          | 0     | 0     | —              | —              | 33     | 0      |
| 2015/16 | Eibar             | Primera División    | 4          | 0          | 4     | 0     | —              | —              | 8      | 0      |
| 2016/17 | Real Zaragoza     | Segunda División A  | 17         | 0          | 0     | 0     | —              | —              | 17     | 0      |
| 2017/18 | Real Zaragoza     | Segunda División A  | 0          | 0          | 0     | 0     | —              | —              | 0      | 0      |
| 2018    | Delhi Dynamos     | Indian Super League | 7          | 0          | 0     | 0     | —              | —              | 0      | 0      |
| 2018/19 | Cultural Leonesa  | Segunda División B  | 0          | 0          | 0     | 0     | —              | —              | 0      | 0      |
| 2018/19 | → San Sebastián   | Segunda División B  | 25         | 0          | 0     | 0     | —              | —              | 25     | 0      |
| 2019/20 | San Sebastián     | Segunda División B  | 23         | 0          | 2     | 0     | —              | —              | 25     | 0      |
| 2020/21 | Villarrubia       | Segunda División B  | 12         | 0          | 0     | 0     | —              | —              | 12     | 0      |
| 2021/22 | Racing Murcia     | Tercera División    | 34         | 0          | 0     | 0     | —              | —              | 34     | 0      |
| 2022/23 | La Unión Atlético | Tercera División    | 31         | 0          | 0     | 0     | —              | —              | 31     | 0      |
| Totaal  | Totaal            | Totaal              | 366        | 0          | 14    | 0     | 0              | 0              | 380    | 0      |

## Erelijst
| Segunda División A | 1 | 2013/14 |